# Giovanni Lido
Giovanni Lido (in greco antico: Ἰωάννης ὁ Λυδός?, Iōánnēs ho Lydós; in latino Iohannes Lydus; Filadelfia, 490 – dopo il 557) è stato uno scrittore e funzionario bizantino dell'età di Giustiniano, autore di tre opere conservatesi: De mensibus, De ostensis e De magistratibus.

## Biografia
Nato nel 490 a Filadelfia in Lidia, da cui il cognome "Lido"; era figlio di un certo Laurenzio (un fraintendimento del testo di Fozio ha portato a credere erroneamente che si chiamasse anche lui Laurenzio) e aveva un cugino paterno di nome Ammiano.
Nel 511, all'età di 21 anni, si recò a Costantinopoli: il suo scopo era di studiare Platone e Aristotele sotto la guida del maestro Agapio per poi cercare di entrare nei memoriales palatini. Verso la fine di quell'anno, però, avvenne una cosa che cambiò il suo destino: il suo conterraneo Zotico fu nominato prefetto del pretorio d'Oriente e lo fece entrare tra gli exceptores prefettizi.
Sebbene Zotico rimanesse in carica per un solo anno, Giovanni profittò della propria fortuna: ai mille solidi che ricevette come compensi vari, aggiunse un pagamento di un solido (da fondi pubblici) per ogni verso di una laudatio composta in onore di Zotico che ricevette in premio dal prefetto. Fu anche nominato capo chartularius dagli audiutores dell'ab actis, ricevendo un compenso di 24 solidi all'anno, notevole in considerazione della sua età e del fatto che i suoi due colleghi, entrambi più anziani di lui, avevano pagato per ottenere quel posto. Il suo compito era quello di compilare il cottidianum e il personale, i registri dei casi e delle persone che comparivano in giudizio davanti al prefetto; la sua conoscenza del latino lo aiutò non poco nella compilazione delle suggestiones, dei riassunti degli atti preparati per quei casi che dovevano andare in appello al Senato; infine, poiché collaborava con gli exceptores palatini, sperava di essere nominato a secretis, cioè palatino, anche lui.
In questo periodo si sposò: furono Zotico e suo cugino Ammiano che lo aiutarono nella ricerca della moglie, la cui dote ammontava a 1000 libbre d'oro. Con la fine dell'incarico di Zotico, nel 512, però, Giovanni perse il sostegno che gli aveva permesso di fare una carriera così folgorante, e dovette concentrarsi sul ricevere le promozioni secondo il percorso usuale: lasciò allora perdere il lavoro presso il palazzo imperiale e si concentrò su quello nell'amministrazione prefettizia.
In data imprecisata, forse nel 517 sotto il prefetto Sergio, Giovanni divenne chartularius dello scrinium dei commentariensis. Successivamente Giovanni si dedicò maggiormente alla letteratura, in quanto, afferma, il momento era propizio ai letterati piuttosto che ai funzionari; è possibile che questo cambiamento coincidesse con il passaggio dagli exceptores agli Augustales, avvenuto all'inizio del regno di Giustiniano I, forse durante la prefettura di Foca. Questi eventi sono collocabili intorno al 532: Giovanni fu incaricato da Giustiniano di declamare un panegirico di fronte ad ospiti provenienti da Roma e compose una storia della recente guerra contro i persiani (nota come Guerra iberica), in cui celebrava la difesa di Dara dall'assedio sasanide; l'assedio avvenne nel 530 e proprio nel 532 vi fu la stipula della pace, occasione propizia per la composizione di un'opera su questo tema.
È noto che Giovanni si recò a Cipro, non si sa quando né se investe ufficiale o privata; nel primo caso, la visita non sarebbe stata posteriore al 536, quando l'isola fu tolta dalla pertinenza del prefetto del pretorio d'Oriente.
Si guadagnò l'approvazione imperiale, dato che, forse nel 543, Giustiniano scrisse al prefetto del pretorio lodando l'attività letteraria di Giovanni e promettendo ulteriori ricompense; il prefetto premiò Giovanni affidandogli una delle cattedre pubbliche di Costantinopoli, incarico che Giovanni mantenne in parallelo all'attività al servizio del prefetto.
Tra la fine del 551 e il 552 Giovanni si ritirò a vita privata, ricevendo dall'imperatore le onorificenze tipiche per una carriera normale: se faceva parte degli Augustales, fu promosso cornicularius, altrimenti a primiscrinius; ricevette verosimilmente i titoli onorifici di tribunus et vicarius vacans e di comes primi ordinis.
Dopo la fine della carriera amministrativa, durata 40 anni e 4 mesi, si dedicò a tempo pieno alla letteratura - secondo la testimonianza di Fozio, fu in questo periodo che compose le tre opere conservatesi; era ancora vivo tra il 557 e il 561.

## Opere
Le opere di Giovanni che si sono conservate fino all'età contemporanea sono:
- il De Ostentis (in greco Περὶ Διοσημειῶν), sui prodigi e la scienza divinatoria, utile per lo studio delle tradizioni divinatorie greche ed etrusche;
- il De magistratibus reipublicae romanae (in greco Περὶ ἀρχῶν τῆς Ῥωμαίων πολιτείας), sullo sviluppo delle magistrature romane e bizantine con utili riferimenti a giuristi dei secoli precedenti, soprattutto Carisio. L'opera era incompleta ancora nel 557, in quanto il paragrafo III.55 fu scritto tra quell'anno e il 561;
- il De mensibus (in greco Περὶ τῶν μηνῶν), sul calendario (la fonte sarebbe stato un certo Clodius Tuscus); esiste una edizione di Richard Wünsch (1898–1903).[2]